# Primetime Emmy Award voor beste komedieserie
De Primetime Emmy Award voor beste komedieserie is een jaarlijkse Amerikaanse televisieprijs die gegeven wordt aan de beste komedieserie van dat jaar. Van 1960 tot 1964 werd deze categorie gecombineerd met komediespecials (programma's die één keer verschenen).
The Flintstones en Family Guy zijn de enige geanimeerde sitcoms die ooit genomineerd werden voor de prijs. In 2019 schreef Fleabag (Verenigd Koninkrijk) geschiedenis door als eerste buitenlands programma de prijs te winnen.
De drie grote zenders (ABC, CBS en NBC) zijn de grote slokoppen en wonnen de meeste prijzen.

## Winnaars en genomineerden
De winnaars staan bovenaan in vette letters op een gele achtergrond. De overige series en producenten die werden genomineerd staan eronder vermeld in alfabetische volgorde.

### 1952-1959
| 1952 (4e)                              |           |
| The Red Skelton Show                   | NBC       |
| The George Burns and Gracie Allen Show | CBS       |
| The Herb Shriner Show                  | ABC       |
| I Love Lucy                            | CBS       |
| You Bet Your Life                      | NBC       |
| 1953 (5e)                              |           |
| I Love Lucy                            | CBS       |
| The Adventures of Ozzie and Harriet    | ABC       |
| Amos 'n' Andy                          | CBS       |
| The George Burns and Gracie Allen Show | CBS       |
| Mister Peepers                         | NBC       |
| Our Miss Brooks                        | CBS       |
| 1954 (6e)                              |           |
| I Love Lucy                            | CBS       |
| The George Burns and Gracie Allen Show | CBS       |
| Mister Peepers                         | NBC       |
| Our Miss Brooks                        | CBS       |
| Topper                                 | CBS       |
| 1955 (7e)                              |           |
| Make Room for Daddy                    | ABC       |
| The George Burns and Gracie Allen Show | CBS       |
| I Love Lucy                            | CBS       |
| Mister Peepers                         | NBC       |
| Our Miss Brooks                        | CBS       |
| Private Secretary                      | CBS       |
| 1956 (8e)                              |           |
| The Phil Silvers Show                  | CBS       |
| The Bob Cummings Show                  | NBC       |
| Caesar's Hour                          | NBC       |
| The George Gobel Show                  | NBC       |
| The Jack Benny Program                 | CBS       |
| Make Room for Daddy                    | ABC       |
| 1957 (9e)                              |           |
| Best Series – Half Hour or Less        |           |
| The Phil Silvers Show                  | CBS       |
| Alfred Hitchcock Presents              | CBS       |
| Father Knows Best                      | NBC       |
| The Jack Benny Program                 | CBS       |
| Person to Person                       | CBS       |
| Best Series – One Hour or More         |           |
| Caesar's Hour                          | NBC       |
| Climax!                                | CBS       |
| The Ed Sullivan Show                   | CBS       |
| Omnibus                                | CBS       |
| The Perry Como Show                    | NBC       |
| 1958 (10e)                             |           |
| The Phil Silvers Show                  | CBS       |
| The Bob Cummings Show                  | NBC       |
| Caesar's Hour                          | NBC       |
| Father Knows Best                      | NBC       |
| The Jack Benny Program                 | CBS       |
| 1959 (11e)                             |           |
| The Jack Benny Program                 | CBS       |
| The Bob Cummings Show                  | NBC       |
| The Danny Thomas Show                  | CBS       |
| Father Knows Best                      | CBS / NBC |
| The Phil Silvers Show                  | CBS       |
| The Red Skelton Show                   | CBS       |

### 1960-1969
| Jaar                                   | Programma                                 | Producers                        | Netwerk                          |
| -------------------------------------- | ----------------------------------------- | -------------------------------- | -------------------------------- |
| 1960 (12e)                             |                                           |                                  |                                  |
| The Art Carney Special                 |                                           | NBC                              |                                  |
| The Danny Thomas Show (Seizoen 7)      |                                           | CBS                              |                                  |
| Father Knows Best (Seizoen 6)          |                                           | CBS                              |                                  |
| The Jack Benny Program (Seizoen 10)    |                                           | CBS                              |                                  |
| The Red Skelton Show (Seizoen 9)       |                                           | CBS                              |                                  |
| 1961 (13e)                             |                                           |                                  |                                  |
| The Jack Benny Program (Seizoen 11)    |                                           | CBS                              |                                  |
| The Andy Griffith Show (Seizoen 1)     |                                           | CBS                              |                                  |
| Bob Hope Buick Show (Seizoen 11)       |                                           | NBC                              |                                  |
| Candid Camera (Seizoen 13)             |                                           | CBS                              |                                  |
| The Flintstones (Seizoen 1)            |                                           | ABC                              |                                  |
| 1962 (14e)                             |                                           |                                  |                                  |
| The Bob Newhart Show (Seizoen 1)       |                                           | NBC                              |                                  |
| The Andy Griffith Show (Seizoen 2)     |                                           | CBS                              |                                  |
| Car 54, Where Are You? (Seizoen 1)     |                                           | NBC                              |                                  |
| Hazel (Seizoen 1)                      |                                           | NBC                              |                                  |
| The Red Skelton Show (Seizoen 11)      |                                           | CBS                              |                                  |
| 1963 (15e)                             |                                           |                                  |                                  |
| The Dick Van Dyke Show (Seizoen 2)     |                                           | CBS                              |                                  |
| The Beverly Hillbillies (Seizoen 1)    |                                           | CBS                              |                                  |
| The Danny Kaye Show with Lucille Ball  |                                           | NBC                              |                                  |
| McHale's Navy (Seizoen 1)              |                                           | ABC                              |                                  |
| 1964 (16e)                             |                                           |                                  |                                  |
| The Dick Van Dyke Show (Seizoen 3)     |                                           | CBS                              |                                  |
| The Bill Dana Show (Seizoen 1)         |                                           | NBC                              |                                  |
| The Farmer's Daughter (Seizoen 1)      |                                           | ABC                              |                                  |
| McHale's Navy (Seizoen 2)              |                                           | ABC                              |                                  |
| That Was the Week That Was (Seizoen 2) |                                           | NBC                              |                                  |
| 1965 (17e)                             | Geen specifieke prijs uitgereikt          | Geen specifieke prijs uitgereikt | Geen specifieke prijs uitgereikt |
| 1966 (18e)                             |                                           |                                  |                                  |
| The Dick Van Dyke Show (Seizoen 5)     | Carl Reiner, producer                     | CBS                              |                                  |
| Batman (Seizoen 1)                     | Howie Horwitz, producer                   | ABC                              |                                  |
| Bewitched (Seizoen 2)                  | Jerry Davis, producer                     | ABC                              |                                  |
| Get Smart (Seizoen 1)                  | Leonard B. Stern, executive producer      | NBC                              |                                  |
| Hogan's Heroes (Seizoen 1)             | Edward H. Feldman, producer               | CBS                              |                                  |
| 1967 (19e)                             |                                           |                                  |                                  |
| The Monkees (Seizoen 1)                | Bert Schendier en Bob Rafelson, producers | NBC                              |                                  |
| The Andy Griffith Show (Seizoen 7)     | Bob Ross, producer                        | CBS                              |                                  |
| Bewitched (Seizoen 3)                  | William Froug, producer                   | ABC                              |                                  |
| Get Smart (Seizoen 2)                  | Arnie Rosen, producer                     | NBC                              |                                  |
| Hogan's Heroes (Seizoen 2)             | Edward H. Feldman, producer               | CBS                              |                                  |
| 1968 (20e)                             |                                           |                                  |                                  |
| Get Smart (Seizoen 3)                  | Burt Nodella, producer                    | NBC                              |                                  |
| Bewitched (Seizoen 4)                  | William Asher, producer                   | ABC                              |                                  |
| Family Affair (Seizoen 2)              | Edmund Hartmann, producer                 | CBS                              |                                  |
| Hogan's Heroes (Seizoen 3)             | Edward H. Feldman, producer               | CBS                              |                                  |
| The Lucy Show (Seizoen 6)              | Tommy Thompson, producer                  | CBS                              |                                  |
| 1969 (21e)                             |                                           |                                  |                                  |
| Get Smart (Seizoen 4)                  | Burt Nodella, producer                    | NBC                              |                                  |
| Bewitched (Seizoen 5)                  | William Asher, producer                   | ABC                              |                                  |
| Family Affair (Seizoen 3)              | Edmund Hartmann, producer                 | CBS                              |                                  |
| Julia (Seizoen 1)                      | Hal Kanter, executive producer            | NBC                              |                                  |
| The Ghost and Mrs. Muir (Seizoen 1)    | Stanley Rubin, producer                   | NBC                              |                                  |

### 1970-1979
| Jaar                                        | Programma | Producers | Netwerk |
| ------------------------------------------- | --- | --------- | ------- |
| 1970 (22e)                                  | |           |         |
| My World and Welcome to It (Seizoen 1)      | Sheldon Leonard, executive producer; Danny Arnold, producer                                                               | NBC       |         |
| The Bill Cosby Show (Seizoen 1)             | Bill Cosby, executive producer; Marvin Miller, producer                                                                   | NBC       |         |
| The Courtship of Eddie's Father (Seizoen 1) | James Komack, producer | ABC       |         |
| Love, American Style (Seizoen 1)            | Arnold Margolin en Jim Parker, executive producer; William P. D'Angelo, producer                                          | ABC       |         |
| Room 222 (Seizoen 1)                        | Gene Reynolds, producer                                                                                                   | ABC       |         |
| 1971 (23e)                                  | |           |         |
| All in the Family (Seizoen 1)               | Norman Lear, producer | CBS       |         |
| Arnie (Seizoen 1)                           | Rick Mittleman, producer                                                                                                  | CBS       |         |
| Love, American Style (Seizoen 2)            | Arnold Margolin en Jim Parker, executive producers; Bill Idelson, Harvey Miller en William P. D'Angelo, producers         | ABC       |         |
| The Mary Tyler Moore Show (Seizoen 1)       | James L. Brooks en Allan Burns, executive producers; David Davis, producer                                                | CBS       |         |
| The Odd Couple (Seizoen 1)                  | Jerry Belson en Garry Marshall, executive producers; Jerry Davis, producer                                                | ABC       |         |
| 1972 (24e)                                  | |           |         |
| All in the Family (Seizoen 2)               | Norman Lear, producer | CBS       |         |
| The Mary Tyler Moore Show (Seizoen 2)       | James L. Brooks en Allan Burns, executive producers; David Davis, producer                                                | CBS       |         |
| The Odd Couple (Seizoen 2)                  | Jerry Belson en Garry Marshall, executive producers; Jerry Davis, producer                                                | ABC       |         |
| Sanford and Son (Seizoen 1)                 | Bud Yorkin, executive producer; Aaron Ruben, producer                                                                     | NBC       |         |
| 1973 (25e)                                  | |           |         |
| All in the Family (Seizoen 3)               | Norman Lear, executive producer; John Rich, producer                                                                      | CBS       |         |
| M*A*S*H (Seizoen 1)                         | Gene Reynolds, producer                                                                                                   | CBS       |         |
| The Mary Tyler Moore Show (Seizoen 3)       | James L. Brooks en Allan Burns, executive producers; Ed. Weinberger, producer                                             | CBS       |         |
| Maude (Seizoen 1)                           | Norman Lear, executive producer; Rod Parker, producer                                                                     | CBS       |         |
| Sanford and Son (Seizoen 2)                 | Bud Yorkin, executive producer; Aaron Ruben, producer                                                                     | NBC       |         |
| 1974 (26e)                                  | |           |         |
| M*A*S*H (Seizoen 2)                         | Gene Reynolds en Larry Gelbart, producers                                                                                 | CBS       |         |
| All in the Family (Seizoen 4)               | Norman Lear, executive producer; John Rich, producer                                                                      | CBS       |         |
| The Mary Tyler Moore Show (Seizoen 4)       | James L. Brooks en Allan Burns, executive producers; Ed. Weinberger, producer                                             | CBS       |         |
| The Odd Couple (Seizoen 4)                  | Garry Marshall en Harvey Miller, executive producers; Anthony W. Marshall, producer                                       | ABC       |         |
| 1975 (27e)                                  | |           |         |
| The Mary Tyler Moore Show (Seizoen 5)       | James L. Brooks en Allan Burns, executive producers; Ed. Weinberger en Stan Daniels, producers                            | CBS       |         |
| All in the Family (Seizoen 5)               | Don Nicholl, executive producer; Michael Ross en Bernard West, producers                                                  | CBS       |         |
| M*A*S*H (Seizoen 3)                         | Gene Reynolds en Larry Gelbart, producers                                                                                 | CBS       |         |
| Rhoda (Seizoen 1)                           | James L. Brooks en Allan Burns, executive producers; David Davis en Lorenzo Music, producers                              | CBS       |         |
| 1976 (28e)                                  | |           |         |
| The Mary Tyler Moore Show (Seizoen 6)       | James L. Brooks en Allan Burns, executive producers; Ed. Weinberger en Stan Daniels, producers                            | CBS       |         |
| All in the Family (Seizoen 6)               | Hal Kanter, Norman Lear en Heywood Kling, executive producers; Lou Derman en Bill Davenport, producers                    | CBS       |         |
| Barney Miller (Seizoen 2)                   | Danny Arnold, executive producer; Chris Hayward en Arne Sultan, producers                                                 | ABC       |         |
| M*A*S*H (Seizoen 4)                         | Gene Reynolds en Larry Gelbart, producers                                                                                 | CBS       |         |
| Welcome Back, Kotter (Seizoen 1)            | James Komack, executive producer; Alan Sacks, George Yanok en Eric Cohen, producers                                       | ABC       |         |
| 1977 (29e)                                  | |           |         |
| The Mary Tyler Moore Show (Seizoen 7)       | Allan Burns en James L. Brooks, executive producers; Ed. Weinberger en Stan Daniels, producers                            | CBS       |         |
| All in the Family (Seizoen 7)               | Mort Lachman, executive producer; Milt Josefsberg, producer                                                               | CBS       |         |
| Barney Miller (Seizoen 3)                   | Danny Arnold, executive producer; Roland Kibbee, producer                                                                 | ABC       |         |
| The Bob Newhart Show (Seizoen 5)            | Tom Patchett en Jay Tarses, executive producers; Michael Zinberg, Gordon Farr en Lynne Farr, producers                    | CBS       |         |
| M*A*S*H (Seizoen 5)                         | Gene Reynolds, executive producer; Allan Katz, Don Reo en Burt Metcalfe, producers                                        | CBS       |         |
| 1978 (30e)                                  | |           |         |
| All in the Family (Seizoen 8)               | Mort Lachman, executive producer; Milt Josefsberg, producer                                                               | CBS       |         |
| Barney Miller (Seizoen 4)                   | Danny Arnold, executive producer; Tony Sheehan, producer                                                                  | ABC       |         |
| M*A*S*H (Seizoen 6)                         | Burt Metcalfe, producer                                                                                                   | CBS       |         |
| Soap (Seizoen 1)                            | Paul Junger Witt en Tony Thomas, executive producers; Susan Harris, producer                                              | ABC       |         |
| Three's Company (Seizoen 2)                 | Don Nicholl, Michael Ross en Bernard West, producers                                                                      | ABC       |         |
| 1979 (31e)                                  | |           |         |
| Taxi (Seizoen 1)                            | James L. Brooks, Stan Daniels, David Davis en Ed. Weinberger, executive producers; Glen Charles en Les Charles, producers | ABC       |         |
| All in the Family (Seizoen 9)               | Mort Lachman, executive producer; Milt Josefsberg, producer                                                               | CBS       |         |
| Barney Miller (Seizoen 5)                   | Danny Arnold, executive producer; Tony Sheehan en Reinhold Weege, co-producers                                            | ABC       |         |
| M*A*S*H (Seizoen 7)                         | Burt Metcalfe, producer                                                                                                   | CBS       |         |
| Mork & Mindy (Seizoen 1)                    | Garry Marshall en Anthony W. Marshall, executive producers; Dale McRaven en Bruce Johnson, producers                      | ABC       |         |

### 1980-1989
| Jaar                           | Programma | Producers | Netwerk |
| ------------------------------ | --- | --------- | ------- |
| 1980 (32e)                     | |           |         |
| Taxi (Seizoen 2)               | James L. Brooks, Stan Daniels en Ed. Weinberger, executive producers; Glen Charles en Les Charles, producers | ABC       |         |
| Barney Miller (Seizoen 6)      | Danny Arnold, executive producer; Tony Sheehan en Noam Pitlik, producers; Gary Shaw, co-producer | ABC       |         |
| M*A*S*H (Seizoen 8)            | Burt Metcalfe, executive producer; Jim Mulligan en John Rappaport, producers | CBS       |         |
| Soap (Seizoen 3)               | Paul Junger Witt en Tony Thomas, executive producers; Susan Harris, producer | ABC       |         |
| WKRP in Cincinnati (Seizoen 2) | Hugh Wilson, executive producer; Rod Daniel, producer | CBS       |         |
| 1981 (33e)                     | |           |         |
| Taxi (Seizoen 3)               | James L. Brooks, Stan Daniels en Ed. Weinberger, executive producers; Glen Charles en Les Charles, producers | ABC       |         |
| Barney Miller (Seizoen 7)      | Danny Arnold, executive producer; Tony Sheehan en Noam Pitlik, producers; Gary Shaw, co-producer | ABC       |         |
| M*A*S*H (Seizoen 9)            | Burt Metcalfe, executive producer; John Rappaport, producer | CBS       |         |
| Soap (Seizoen 4)               | Paul Junger Witt, Tony Thomas en Susan Harris, executive producers; Stu Silver, Dick Clair en Jenna McMahon, producers | ABC       |         |
| WKRP in Cincinnati (Seizoen 3) | Hugh Wilson, executive producer; Rod Daniel, supervising producer; Blake Hunter, Steven Kampmann en PJ Torokvei, producers | CBS       |         |
| 1982 (34e)                     | |           |         |
| Barney Miller (Seizoen 8)      | Danny Arnold en Roland Kibbee, executive producers; Frank Dungan en Jeff Stein, producers; Gary Shaw, co-producer | ABC       |         |
| Love, Sidney (Seizoen 1)       | George Eckstein, executive producer; Ernest Chambers, Bob Brunner en Ken Hecht, supervising producers; April Kelly, Mel Tolkin en Jim Parker, producers | NBC       |         |
| M*A*S*H (Seizoen 10)           | Burt Metcalfe, executive producer; John Rappaport, supervising producer; Thad Mumford, Dan Wilcox en Dennis Koenig, producers | CBS       |         |
| Taxi (Seizoen 4)               | James L. Brooks, Stan Daniels en Ed. Weinberger, executive producers; Glen Charles en Les Charles, supervising producers; Ken Estin, Howard Gewirtz en Ian Praiser, producers; Richard Sakai, co-producer                                                                     | ABC       |         |
| WKRP in Cincinnati (Seizoen 4) | Hugh Wilson, executive producer; Blake Hunter, PJ Torokvei, Dan Guntzelman en Steve Marshall, producers | CBS       |         |
| 1983 (35e)                     | |           |         |
| Cheers (Seizoen 1)             | James Burrows, Glen Charles en Les Charles, executive producers; Ken Levine en David Isaacs, producers | NBC       |         |
| Buffalo Bill (Seizoen 1)       | Bernie Brillstein, Tom Patchett en Jay Tarses, executive producers; Dennis Klein en Carol Gary, producers | NBC       |         |
| M*A*S*H (Seizoen 11)           | Burt Metcalfe, executive producer; John Rappaport, supervising producer; Dan Wilcox en Thad Mumford, producers | CBS       |         |
| Newhart (Seizoen 1)            | Barry Kemp, executive producer; Sheldon Bull, producer | CBS       |         |
| Taxi (Seizoen 5)               | James L. Brooks, Stan Daniels en Ed. Weinberger, executive producers; Ken Estin, Sam Simon en Richard Sakai, producers | NBC       |         |
| 1984 (36e)                     | |           |         |
| Cheers (Seizoen 2)             | James Burrows, Glen Charles en Les Charles, producers | NBC       |         |
| Buffalo Bill (Seizoen 2)       | Bernie Brillstein, Tom Patchett en Jay Tarses, executive producers; Dennis Klein en Carol Gary, producers | NBC       |         |
| Family Ties (Seizoen 2)        | Gary David Goldberg en Lloyd Garver, executive producers; Michael J. Weithorn, producer; Carol Himes, co-producer | NBC       |         |
| Kate & Allie (Seizoen 1)       | Mort Lachman en Merrill Grant, executive producers; Bill Persky en Bob Randall, producers; George Barimo, coordinating producer | CBS       |         |
| Newhart (Seizoen 2)            | Barry Kemp, executive producer; Sheldon Bull, producer | CBS       |         |
| 1985 (37e)                     | |           |         |
| The Cosby Show (Seizoen 1)     | Marcy Carsey en Tom Werner, executive producers; Earl Pomerantz en Elliot Shoenman, co-executive producers; John Markus, supervising producer; Caryn Mandabach, producer; Jerry Ross en Michael Loman, co-producers                                                           | NBC       |         |
| Cheers (Seizoen 3)             | James Burrows, Glen Charles en Les Charles, executive producers; Ken Estin en Sam Simon, producers | NBC       |         |
| Family Ties (Seizoen 3)        | Gary David Goldberg en Lloyd Garver, executive producers; Michael J. Weithorn, supervising producer; Ruth Bennett en Alan Uger, producers; Carol Himes, line producer | NBC       |         |
| Kate & Allie (Seizoen 2)       | Mort Lachman en Merrill Grant, executive producers; Bill Persky en Bob Randall, producers; Allan Leicht, co-producer; George Barimo, coordinating producer | CBS       |         |
| Night Court (Seizoen 2)        | Reinhold Weege, executive producer; Jeff Melman, producer | NBC       |         |
| 1986 (38e)                     | |           |         |
| The Golden Girls (Seizoen 1)   | Paul Junger Witt en Tony Thomas, executive producers; Paul Bogart, supervising producer; Kathy Speer en Terry Grossman, producers; Marsha Posner Williams, co-producer | NBC       |         |
| Cheers (Seizoen 4)             | James Burrows, Glen Charles en Les Charles, executive producers; Peter Casey, David Lee, Heide Perlman en David Angell, producers; Tim Berry, co-producer | NBC       |         |
| The Cosby Show (Seizoen 2)     | Marcy Carsey en Tom Werner, executive producers; John Markus, co-executive producer; Caryn Mandabach en Carmen Finestra, producers; Matt Williams, co-producer | NBC       |         |
| Family Ties (Seizoen 4)        | Gary David Goldberg, executive producer; Michael J. Weithorn, supervising producer; Alan Uger en Ruth Bennett, producers; Carol Himes, line producer | NBC       |         |
| Kate & Allie (Seizoen 3)       | Mort Lachman en Merrill Grant, executive producers; Bill Persky en Bob Randall, producers; George Barimo, coordinating producer | CBS       |         |
| 1987 (39e)                     | |           |         |
| The Golden Girls (Seizoen 2)   | Paul Junger Witt, Tony Thomas en Susan Harris, executive producers; Kathy Speer en Terry Grossman, producers; Mort Nathan, Barry Fanaro, Winifred Hervey en Marsha Posner Williams, co-producers                                                                              | NBC       |         |
| Cheers (Seizoen 5)             | James Burrows, Glen Charles en Les Charles, executive producers; Peter Casey, David Lee en David Angell, producers; Tim Berry, co-producer | NBC       |         |
| The Cosby Show (Seizoen 3)     | Marcy Carsey en Tom Werner, executive producers; John Markus, co-executive producer; Carmen Finestra, supervising producer; Caryn Mandabach en Matt Williams, producers; Gary Kott, co-producer                                                                               | NBC       |         |
| Family Ties (Seizoen 5)        | Gary David Goldberg, executive producer; Alan Uger en Ruth Bennett, supervising producers; Marc Lawrence, producer; Carol Himes, line producer; June Galas, co-producer | NBC       |         |
| Night Court (Seizoen 4)        | Reinhold Weege, executive producer; Jeff Melman, supervising producer; Bob Stevens en Tim Steele, co-producers | NBC       |         |
| 1988 (40e)                     | |           |         |
| The Wonder Years (Seizoen 1)   | Carol Black en Neal Marlens, executive producers; Jeffrey Silver, producer | ABC       |         |
| Cheers (Seizoen 6)             | James Burrows, Glen Charles en Les Charles, executive producers; Peter Casey, David Lee en David Angell, producers; Tim Berry, co-producer | NBC       |         |
| Frank's Place (Seizoen 1)      | Hugh Wilson en Tim Reid, executive producers; Max Tash en David Chambers, producers; Richard Dubin en Samm-Art Williams, co-producers | CBS       |         |
| The Golden Girls (Seizoen 3)   | Paul Junger Witt, Tony Thomas en Susan Harris, executive producers; Kathy Speer en Terry Grossman, co-executive producer; Mort Nathan en Barry Fanaro, supervising producers; Winifred Hervey, producer; Marsha Posner Williams, Fredric Weiss en Jeffrey Ferro, co-producers | NBC       |         |
| Night Court (Seizoen 5)        | Reinhold Weege, executive producer; Jeff Melman, supervising producer; Tom Straw en Linwood Boomer, producers; Tim Steele, co-producer | NBC       |         |
| 1989 (41e)                     | |           |         |
| Cheers (Seizoen 7)             | James Burrows, Glen Charles en Les Charles, executive producers; Cherie Steinkellner, Bill Steinkellner, Peter Casey, David Lee en David Angell, producers; Phoef Sutton en Tim Berry, co-producers                                                                           | NBC       |         |
| Designing Women (Seizoen 3)    | Harry Thomason en Linda Bloodworth-Thomason, executive producers; Pamela Norris, supervising producer; Tommy Thompson en Douglas Jackson, producers; David Trainer, co-producer                                                                                               | CBS       |         |
| The Golden Girls (Seizoen 4)   | Paul Junger Witt, Tony Thomas en Susan Harris, executive producers; Kathy Speer, Terry Grossman, Mort Nathan en Barry Fanaro, co-executive producers; Eric Cohen, supervising producer; Martin Weiss en Robert Bruce, co-producers                                            | NBC       |         |
| Murphy Brown (Seizoen 1)       | Diane English en Joel Shukovsky, executive producers; Korby Siamis, supervising producer; Tom Seeley, Norm Gunzenhauser, Russ Woody en Frank Pace, producers; Deborah Smith, coordinating producer                                                                            | CBS       |         |
| The Wonder Years (Seizoen 2)   | Carol Black en Neal Marlens, executive producers; Bob Brush, co-executive producer; Steve Miner, supervising producer; Jeffrey Silver, producer | ABC       |         |

### 1990-1999
| Jaar                                | Programma | Producers | Netwerk |
| ----------------------------------- | --- | --------- | ------- |
| 1990 (42e)                          | |           |         |
| Murphy Brown (Seizoen 2)            | Diane English en Joel Shukovsky, executive producers; Tom Seeley, Norm Gunzenhauser, Russ Woody, Gary Dontzig, Steven Peterman en Barnet Kellman, producers; Deborah Smith, co-producer; Korby Siamis, consulting producer | CBS       |         |
| Cheers (Seizoen 8)                  | James Burrows, Glen Charles en Les Charles, executive producers; Cherie Steinkellner, Bill Steinkellner en Phoef Sutton, co-executive producers; Tim Berry, producer; Andy Ackerman, co-producer | NBC       |         |
| Designing Women (Seizoen 4)         | Linda Bloodworth-Thomason en Harry Thomason, executive producers; Pamela Norris, supervising producer; Douglas Jackson en Tommy Thompson, producers; David Trainer, co-producer | CBS       |         |
| The Golden Girls (Seizoen 5)        | Paul Junger Witt, Tony Thomas en Susan Harris, executive producers; Marc Sotkin en Terry Hughes, co-executive producers; Tom Whedon en Phillip Jayson Lasker, supervising producers; Gail Parent, Martin Weiss en Robert Bruce, producers; Tracy Gamble en Richard Vaczy, co-producers                                                                                               | NBC       |         |
| The Wonder Years (Seizoen 3)        | Bob Brush, executive producer; Bob Stevens en Jill Gordon, co-executive producers; Matthew Carlson, Michael Dinner en Ken Topolsky, producers; Kerry Ehrin, co-producer | ABC       |         |
| 1991 (43e)                          | |           |         |
| Cheers (Seizoen 9)                  | James Burrows, Glen Charles, Les Charles, Cherie Steinkellner, Bill Steinkellner en Phoef Sutton, executive producers; Tim Berry, producer; Andy Ackerman, Brian Pollack, Mert Rich, Dan O'Shannon, Tom Anderson en Larry Balmagia, co-producers | NBC       |         |
| Designing Women (Seizoen 5)         | Harry Thomason en Linda Bloodworth-Thomason, executive producers; Pamela Norris, co-executive producer; Douglas Jackson en Tommy Thompson, supervising producers; David Trainer, producer | CBS       |         |
| The Golden Girls (Seizoen 6)        | Paul Junger Witt, Tony Thomas, Susan Harris en Marc Sotkin, executive producers; Tom Whedon en Phillip Jayson Lasker, co-executive producers; Gail Parent, Richard Vaczy, Tracy Gamble, Don Seigel en Jerry Perzigian, supervising producers; Nina Feinberg, co-producer | NBC       |         |
| Murphy Brown (Seizoen 3)            | Diane English en Joel Shukovsky, executive producers; Gary Dontzig en Steven Peterman, supervising producers; Tom Palmer, co-supervising producer; Barnet Kellman, producer; Korby Siamis, consulting producer; Deborah Smith, co-producer | CBS       |         |
| The Wonder Years (Seizoen 4)        | Bob Brush, executive producer; Jill Gordon, co-executive producer; Ken Topolsky, supervising producer; David Chambers en Michael Dinner, producers | ABC       |         |
| 1992 (44e)                          | |           |         |
| Murphy Brown (Seizoen 4)            | Diane English en Joel Shukovsky, executive producers; Steven Peterman en Gary Dontzig, supervising producers; Tom Palmer, co-supervising producer; Korby Siamis, consulting producer; Deborah Smith, producer; Peter Tolan, co-producer | CBS       |         |
| Brooklyn Bridge (Seizoen 1)         | Gary David Goldberg, executive producer; Sam Weisman en Seth Freeman, supervising producers; Brad Hall en Alice West, producers; Craig Zisk, co-producer | CBS       |         |
| Cheers (Seizoen 10)                 | James Burrows, Glen Charles, Les Charles, Cherie Steinkellner, Bill Steinkellner en Phoef Sutton, executive producers; Dan O'Shannon en Tom Anderson, supervising producers; Tim Berry, producer; Dan Staley en Rob Long, co-producers | NBC       |         |
| Home Improvement (Seizoen 1)        | Matt Williams, David McFadzean en Carmen Finestra, executive producers; Gayle S. Maffeo en John Pasquin, producers | ABC       |         |
| Seinfeld (Seizoen 3)                | Andrew Scheinman, Larry David, George Shapiro en Howard West, executive producers; Tom Cherones, supervising producer; Jerry Seinfeld, Larry Charles en Joan Van Horn, producers; Elaine Pope, co-producer | NBC       |         |
| 1993 (45e)                          | |           |         |
| Seinfeld (Seizoen 4)                | Larry David, Andrew Scheinman, George Shapiro en Howard West, executive producers; Larry Charles en Tom Cherones, supervising producers; Jerry Seinfeld, producer; Joan Van Horn, line producer; Tim Kaiser, coordinating producer | NBC       |         |
| Cheers (Seizoen 11)                 | James Burrows, Glen Charles, Les Charles, Dan O'Shannon, Tom Anderson en Rob Long, executive producers; Dan Staley, co-executive producer; Tim Berry, producer | NBC       |         |
| Home Improvement (Seizoen 2)        | Matt Williams, David McFadzean en Carmen Finestra, executive producers; Maxine Lapiduss, co-executive producer; John Pasquin, Billy Riback en Gayle S. Maffeo, producers | ABC       |         |
| The Larry Sanders Show (Seizoen 1)  | Brad Grey, Garry Shandling en Fred Barron, executive producers; Dick Blasucci en Peter Tolan, supervising producers; John Ziffren, producer | HBO       |         |
| Murphy Brown (Seizoen 5)            | Gary Dontzig en Steven Peterman, executive producers; Tom Palmer, co-executive producer; Korby Siamis, consulting producer; Deborah Smith, Michael Patrick King, Peter Tolan, Ned E. Davis, Bill Diamond en Michael Saltzman, producers | CBS       |         |
| 1994 (46e)                          | |           |         |
| Frasier (Seizoen 1)                 | Peter Casey, David Angell en David Lee, executive producers; Christopher Lloyd, co-executive producer; Denise Moss en Sy Dukane, supervising producers; Maggie Blanc, producer; Linda Morris en Vic Rauseo, consulting producers | NBC       |         |
| Home Improvement (Seizoen 3)        | Matt Williams, David McFadzean, Carmen Finestra, Elliot Shoenman en Bob Bendetson, executive producers; Bruce Ferber, supervising producer; Gayle S. Maffeo, producer; Rosalind Moore, Howard J. Morris en Frank McKemy, co-producers; Billy Riback, consulting producer | ABC       |         |
| The Larry Sanders Show (Seizoen 2)  | Brad Grey en Garry Shandling, executive producers; Paul Simms en John Ziffren, producers; Judd Apatow, Brad Isaacs en Peter Tolan, consulting producers | HBO       |         |
| Mad About You (Seizoen 2)           | Danny Jacobson en Jeffrey Lane, executive producers; Marjorie Weitzman, consulting producer; Paul Reiser en Bruce Chevillat, producers; Steve Paymer, Bill Grundfest, Eileen Conn en Andrew Gordon, co-producers | NBC       |         |
| Seinfeld (Seizoen 5)                | Larry David, George Shapiro en Howard West, executive producers; Larry Charles en Tom Cherones, supervising producers; Jerry Seinfeld, Suzy Mamann-Greenberg, Tom Gammill en Max Pross producers; Joan Van Horn, line producer; Peter Mehlman, co-producer; Tim Kaiser, coordinating producer                                                                                        | NBC       |         |
| 1995 (47e)                          | |           |         |
| Frasier (Seizoen 2)                 | Peter Casey, David Angell, David Lee en Christopher Lloyd, executive producers; Vic Rauseo en Linda Morris, co-executive producer; Maggie Blanc, David Pollock en Elias Davis, producers; Chuck Ranberg, Anne Flett-Giordano en Joe Keenan, co-producers | NBC       |         |
| Friends (Seizoen 1)                 | Kevin S. Bright, Marta Kauffman en David Crane, executive producers; Jeff Greenstein en Jeff Strauss, supervising producers; Todd Stevens, producer | NBC       |         |
| The Larry Sanders Show (Seizoen 3)  | Garry Shandling, Brad Grey, Paul Simms en Peter Tolan, executive producers; John Ziffren, producer; Maya Forbes, co-producer | HBO       |         |
| Mad About You (Seizoen 3)           | Danny Jacobson en Jeffrey Lane, executive producers; Victor Fresco, co-executive producer; Paul Reiser en Bruce Chevillat, producers; Marjorie Weitzman, supervising producer; Andrew Gordon, Eileen Conn, Bill Grundfest, Jeffrey Klarik en Craig Knizek, co-producers; Liz Coe, consulting producer                                                                                | NBC       |         |
| Seinfeld (Seizoen 6)                | Larry David, George Shapiro en Howard West, executive producers; Tom Gammill en Max Pross, supervising producers; Jerry Seinfeld en Peter Mehlman, producers; Suzy Mamann-Greenberg, line producer; Tim Kaiser, coordinating producer | NBC       |         |
| 1996 (48e)                          | |           |         |
| Frasier (Seizoen 3)                 | David Angell, Peter Casey, David Lee, Christopher Lloyd, Vic Rauseo en Linda Morris, executive producers; Steven Levitan, co-executive producer; Maggie Blanc, Chuck Ranberg en Anne Flett-Giordano, producers; Joe Keenan, Jack Burditt en Mary Fukuto, co-producers | NBC       |         |
| Friends (Seizoen 2)                 | Kevin S. Bright, Marta Kauffman en David Crane, executive producers; Michael Borkow, supervising producer; Todd Stevens en Betsy Borns, producers; Alexa Junge, Adam Chase en Ira Ungerleider, co-producers | NBC       |         |
| The Larry Sanders Show (Seizoen 4)  | Garry Shandling en Brad Grey, executive producers; Steven Levitan, Maya Forbes, John Riggi en Jon Vitti, co-executive producers; John Ziffren, producer; Todd Holland, co-producer; Judd Apatow, consulting producer | HBO       |         |
| Mad About You (Seizoen 4)           | Larry Charles en Danny Jacobson, executive producers; Marjorie Weitzman, co-executive producer; Paul Reiser en Robert Heath, producers; Bill Grundfest, Brenda Hampton en Victor Levin, supervising producers; Craig Knizek, co-producer; Stephen Engel, consulting producer | NBC       |         |
| Seinfeld (Seizoen 7)                | Larry David, George Shapiro en Howard West, executive producers; Tom Gammill, Max Pross en Peter Mehlman, supervising producers; Jerry Seinfeld, Marjorie Gross, Suzy Mamann-Greenberg en Tim Kaiser, producers; Carol Leifer en Nancy Sprow, co-producers | NBC       |         |
| 1997 (49e)                          | |           |         |
| Frasier (Seizoen 4)                 | David Angell, Peter Casey, David Lee en Christopher Lloyd, executive producers; Chuck Ranberg, Anne Flett-Giordano, Joe Keenan en Michael B. Kaplan, supervising producers; Maggie Blanc, William Lucas Walker en Suzanne Martin, producers; Rob Greenberg en Mary Fukuto, co-producers                                                                                              | NBC       |         |
| The Larry Sanders Show (Seizoen 5)  | Garry Shandling en Brad Grey, executive producers; John Riggi en Jon Vitti, co-executive producers; Becky Hartman Edwards en Carol Leifer, supervising producers; John Ziffren en Jeff Cesario, producers; Todd Holland, co-producer; John Markus, Judd Apatow en Earl Pomerantz, consulting producers                                                                               | HBO       |         |
| Mad About You (Seizoen 5)           | Larry Charles, Danny Jacobson en Paul Reiser, executive producers; Victor Levin en Richard Day, co-executive producers; Helen Hunt, Robert Heath, Craig Knizek, Maria Semple en Jenji Kohan, producers; Mary Connelly, coordinating producer | NBC       |         |
| Seinfeld (Seizoen 8)                | Jerry Seinfeld, George Shapiro en Howard West, executive producers; Peter Mehlman, co-executive producer; Alec Berg, Andy Robin en Jeff Schaffer, supervising producers; Gregg Kavet, Suzy Mamann-Greenberg, Tim Kaiser en Andy Ackerman, producers; Spike Feresten en David Mandel, co-producers; Tom Gammill en Max Pross, consulting producers; Nancy Sprow, coodinating producer | NBC       |         |
| 3rd Rock from the Sun (Seizoen 2)   | Bonnie Turner, Terry Turner, Marcy Carsey, Tom Werner en Caryn Mandabach, executive producers; David Sacks, co-executive producer; Bill Martin en Mike Schiff, supervising producers; Patrick Kienlen, Bob Kushell en Christine Zander, producers; Mark Brazill, consulting producer                                                                                                 | NBC       |         |
| 1998 (50e)                          | |           |         |
| Frasier (Seizoen 5)                 | David Angell, Peter Casey, David Lee en Christopher Lloyd, executive producers; Joe Keenan, co-executive producer; Jay Kogen en Jeffrey Richman, supervising producers; Maggie Blanc, Suzanne Martin, Rob Greenberg en David Lloyd, producers; Mary Fukuto en Lori Kirkland Baker, co-producers                                                                                      | NBC       |         |
| Ally McBeal (Seizoen 1)             | David E. Kelley, executive producer; Jeffrey Kramer, co-executive producer; Jonathan Pontell, supervising producer; Mike Listo, producer; Steve Robin en Pamela J. Wisne, co-producers | Fox       |         |
| The Larry Sanders Show (Seizoen 6)  | Garry Shandling en Brad Grey, executive producers; Adam Resnick, Richard Day, Craig Zisk en Judd Apatow, co-executive producers; Michael J. Fitzsimmons, coordinating producer; Alex Gregory en Peter Huyck, co-producer | HBO       |         |
| Seinfeld (Seizoen 9)                | Jerry Seinfeld, George Shapiro, Howard West, Alec Berg en Jeff Schaffer, executive producers; Gregg Kavet en Andy Robin, co-executive producers; Suzy Mamann-Greenberg, Tim Kaiser en Andy Ackerman, producers; Spike Feresten en David Mandel, supervising producers; Nancy Sprow, coordinating producer; Jennifer Crittenden en Steve Koren, co-producers                          | NBC       |         |
| 3rd Rock from the Sun (Seizoen 3)   | Bonnie Turner, Terry Turner, Bill Martin, Mike Schiff, Marcy Carsey, Tom Werner en Caryn Mandabach, executive producers; David Sacks, co-executive producer; Bob Kushell en Christine Zander, supervising producers; Patrick Kienlen, producer; Mark Brazill, consulting producer; Michael Glouberman, David Israel, Jim O'Doherty en Andrew Orenstein, co-producers                 | NBC       |         |
| 1999 (51e)                          | |           |         |
| Ally McBeal (Seizoen 2)             | David E. Kelley, executive producer; Jeffrey Kramer en Jonathan Pontell, co-executive producers; Mike Listo, Steve Robin en Pamela J. Wisne, producers; Peter Burrell, coordinating producer | Fox       |         |
| Everybody Loves Raymond (Seizoen 3) | Philip Rosenthal, Rory Rosegarten en Stu Smiley, executive producers; Cindy Chupack, Ellen Sandler en Kathy Ann Stumpe, co-executive producers; Jeremy Stevens en Lew Schneider, supervising producers; Lisa Helfrich, Tucker Cawley, Steve Skrovan en Ray Romano, producers; Ken Ornstein, coordinating producer                                                                    | CBS       |         |
| Frasier (Seizoen 6)                 | David Angell, Peter Casey, David Lee, Christopher Lloyd en Kelsey Grammer, executive producers; Joe Keenan, co-executive producer; Janis Hirsch, supervising producer; Jay Kogen, Jeffrey Richman, Rob Greenberg, Maggie Blanc en David Lloyd, producers | NBC       |         |
| Friends (Seizoen 5)                 | Kevin S. Bright, Marta Kauffman, David Crane, Adam Chase, Michael Curtis en Greg Malins, executive producers; Alexa Junge, co-executive producer; Todd Stevens, Wil Calhoun en Seth Kurland, supervising producers; Scott Silveri, Shana Goldberg-Meehan, Andrew Reich, Ted Cohen en Wendy Knoller, producers; Richard Allen, coordinatingproducer                                   | NBC       |         |
| Sex and the City (Seizoen 1)        | Darren Star, executive producer; Michael Patrick King en Barry Jossen, co-executive producers | HBO       |         |

### 2000-2009
| Jaar                                | Programma | Producers | Netwerk |
| ----------------------------------- | --- | --------- | ------- |
| 2000 (52e)                          | |           |         |
| Will & Grace (Seizoen 2)            | James Burrows, David Kohan en Max Mutchnick, executive producers; Jeff Greenstein en Alex Herschlag, co-executive producers; Adam Barr en Jhoni Marchinko, supervising producer; Tim Kaiser, producer | NBC       |         |
| Everybody Loves Raymond (Seizoen 4) | Rory Rosegarten, Philip Rosenthal en Stu Smiley, executive producers; Jennifer Crittenden, Lew Schneider en Kathy Ann Stumps, co-executive producers; Tucker Cawley. Steve Skrovan en Jeremy Stevens, supervising producer; Lisa Helfrich Jackson, Ken Ornstein en Ray Romano, producers                                              | CBS       |         |
| Frasier (Seizoen 7)                 | David Angell, Peter Casey, Kelsey Grammer, Joe Keenan, David Lee en Christopher Lloyd, executive producers; Sam Johnson, Jay Kogen, Chris Marcil en Dan O'Shannon, co-executive producers; Rob Hanning, Charlie Hauck, Mark Reisman en Jon Sherman, supervising producers; Lori Kirkland, David Lloyd en Maggie Blank, producers      | NBC       |         |
| Friends (Seizoen 6)                 | Kevin S. Bright, Adam Chase, David Crane, Marta Kauffman en Greg Malins, executive producers; Shana Goldberg-Meehan, Seth Kurland en Scott Silvestri, co-executive producers; Ted Cohen, Andrew Reich en Todd Stevens, supervising producers; Wendy Knoller, producer                                                                 | NBC       |         |
| Sex and the City (Seizoen 2)        | Michael Patrick King en Darren Star, executive producers; Jenny Bicks en John Melfi, supervising producers | HBO       |         |
| 2001 (53e)                          | |           |         |
| Sex and the City (Seizoen 3)        | Michael Patrick King en Darren Star, executive producers; Jenny Bicks, Cindy Chupack en John Melfi, co-executive producers; Sarah Jessica Parker, producer | HBO       |         |
| Everybody Loves Raymond (Seizoen 5) | Ray Romano, Rory Rosegarten, Philip Rosenthal en Stu Smiley, executive producers; Tucker Cawley, Jennifer Crittenden, Lew Schneider, Steve Skrovan en Kathy Stumpe, co-executive producers; Jeremy Stevens, supervising producer; Tom Caltabiano, Lisa Jackson, Ken Ornstein en Aaron Shure, producers                                | CBS       |         |
| Frasier (Seizoen 8)                 | David Angell, Peter Casey, Kelsey Grammer, David Lee, Dan O'Shannon en Mark Reisman, executive producers; Rob Hanning, Sam Johnson, Loi Kirkland, Chris Marcil en Jon Sherman, co-executive producers; Gayle Abrams, Bob Daily, David Lloyd, Eric Zicklin en Maggie Blanc, producers                                                  | NBC       |         |
| Malcolm in the Middle (Seizoen 2)   | Linwood Boomer, executive producers; Michael Glouberman, Alan Higgins, Todd Holland, Gary Murphy, Andrew Orenstein, Bob Stevens en Neil Thompson, co-executive producers; Ken Kwapis, Jeff Melman, Alex Reid en Jimmy Simons, producers                                                                                               | Fox       |         |
| Will & Grace (Seizoen 3)            | James Burrows, Jeff Greenstein, David Kohan en Max Mutchnick, executive producers; Adam Barr, Alex Herschlag, Kari Lizer en Jhoni Marchinko, co-executive producers; Bruce Alden, Peter Chakos, Jon Kinnally, Tracy Poust en Tim Kaiser, producers                                                                                    | NBC       |         |
| 2002 (54e)                          | |           |         |
| Friends (Seizoen 8)                 | Kevin S. Bright, Ted Cohen, David Crane, Shana Goldberg-Meehan, Marta Kauffman, Andrew Reich en Scott Silveri, executive producers; Todd Stevens, co-executive producer; Sherry Bilsing-Graham, Brian Buckner, Sebastian Jones en Ellen Plummer, supervising producers; Wendy Knoller, producer                                       | NBC       |         |
| Curb Your Enthusiasm (Seizoen 2)    | Larry David, Jeff Garlin en Gavin Polone, executive producers; Sandy Chanley en Robert B. Weide, co-executive producers; Tom Bull, producers | HBO       |         |
| Everybody Loves Raymond (Seizoen 6) | Tucker Cawley, Jennifer Crittenden, Ray Romano, Rory Rosegarten, Philip Rosenthal, Lew Schneider, Steve Skrovan en Stu Smiley, executive producers; Lisa Helfrich Jackson en Jeremy Stevens, co-executive producers; Tom Caltabiano en Aaron Shure, supervising producers; Ken Ornstein, producer                                     | CBS       |         |
| Sex and the City (Seizoen 4)        | Michael Patrick King, executive producer; Cindy Chupack, John Melfi en Sarah Jessica Parker, co-executive producers; Allan Heinberg, supervising producer | HBO       |         |
| Will & Grace (Seizoen 4)            | James Burrows, Jeff Greenstein, David Kohan en Max Mutchnick, executive producers; Alex Herschlag, Kari Lizer en Jhoni Marchinko, co-executive producers; Tim Kaiser, Jon Kinnally en Tracy Poust, supervising producers; Bruce Alden, Peter Chakos en Bill Wrubel, producers                                                         | NBC       |         |
| 2003 (55e)                          | |           |         |
| Everybody Loves Raymond (Seizoen 7) | Tucker Cawley, Ray Romano, Rory Rosegarten, Philip Rosenthal, Lew Schneider, Steve Skrovan, Stuart Smiley en Jeremy Stevens, executive producers; Tom Caltabiano, Lisa Helfrich Jackson, Mike Scully en Aaron Shure, co-executive producers; Mike Royce, supervising producer; Ken Ornstein, producers                                | CBS       |         |
| Curb Your Enthusiasm (Seizoen 3)    | Larry David, Jeff Garlin en Gavin Polone, executive producers; Robert B. Weide, co-executive producers; Tim Gibbons, producer | HBO       |         |
| Friends (Seizoen 9)                 | Kevin S. Bright, Ted Cohen, David Crane, Shana Goldberg-Meehan, Marta Kauffman, Andrew Reich en Scott Silveri, executive producers; Sherry Bilsing, Brian Buckner, Sebastian Jones, Ellen Plummer en Todd Stevens, co-executive producers; Dana Klein, Wendy Knoller, Mark Kunerth, producers                                         | NBC       |         |
| Sex and the City (Seizoen 5)        | Cindy Chupack, Michael Patrick King, John Melfi en Sarah Jessica Parker, executive producers; Jane Raab, producers | HBO       |         |
| Will & Grace (Seizoen 5)            | James Burrows, Jeff Greenstein, Alex Herschlag, David Kohan, Jhoni Marchinko en Max Mutchnick, executive producers; Adam Barr, Tim Kaiser en Kari Lizer, co-executive producers; Gary Janetti, Jon Kinnally en Tracy Poust, supervising producers; Bruce Alden, Peter Chakos, Gail Lerner en Bill Wrubel, producers                   | NBC       |         |
| 2004 (56e)                          | |           |         |
| Arrested Development (Seizoen 1)    | Brian Grazer, Ron Howard, Mitchell Hurwitz en David Nevins, executive producers; John Levenstein en Richard Rosentock, co-executive producers; Chuck Martin, supervising producers; Barbie Feldman Adler en Victor Hsu, producers | Fox       |         |
| Curb Your Enthusiasm (Seizoen 4)    | Larry Charles, Larry David, Jeff Garlin, Gavin Polone en Robert B. Weide, executive producers; Tim Gibbons, producer | HBO       |         |
| Everybody Loves Raymond (Seizoen 8) | Tucker Cawley, Ray Romano, Rory Rosegarten, Philip Rosenthal, Lew Schneider, Steve Skrovan, Stu Smiley en Jeremy Stevens, executive producers; Tom Caltabiano, Lisa Helfrich Jackson, Mike Royce, Mike Scully en Aaron Shure, co-executive producers; Leslie Caveny, supervising producer; Holli Gailen en Ken Ornstein, producers    | CBS       |         |
| Sex and the City (Seizoen 6)        | Jenny Bicks, Cindy Chupack, Michael Patrick King, John Melfi en Sarah Jessica Parker, executive producers; Antonia Ellis, Jane Raab, Julie Rottenberg en Elisa Zuritsky, producers | HBO       |         |
| Will & Grace (Seizoen 6)            | James Burrows, Jeff Greenstein, Alex Herschlag, David Kohan, Jhoni Marchinko en Max Mutchnick, executive producers; Adam Barr, Gary Janetti, Tim Kaiser, Jon Kinnally, Kari Lizer, Tracy Poust en Bill Wrubel, co-executive producers; Bruce Alden, Peter Chakos, Gail Lerner en Steve Sandoval, producers                            | NBC       |         |
| 2005 (57e)                          | |           |         |
| Everybody Loves Raymond (Seizoen 9) | Tucker Cawley, Ray Romano, Rory Rosegarten, Philip Rosenthal, Mike Royce, Lew Schneider, Aaron Shure, Steve Skrovan, Stu Smiley en Jeremy Stevens, executive producers; Tom Caltabiano, Leslie Caveny en Lisa Helfrich Jackson, co-executive producers; Holli Gailen en Ken Ornstein, producers;                                      | CBS       |         |
| Arrested Development (Seizoen 2)    | Brian Grazer, Ron Howard, Mitchell Hurwitz en David Nevins, executive producers; Richard Rosenstock en Jim Vallely, co-executive producers; Barbie Adler, Chuck Martin, Brad Copeland en John Amodeo, producers | Fox       |         |
| Desperate Housewives (Seizoen 1)    | Marc Cherry, Michael Edelstein en Tom Spezialy, executive producers; Kevin Murphy, Joey Murphy en John Pardee, co-executive producers; Alexandra Cunningham, Patty Lin, Larry Shaw, Tracey Stern en George W. Perkins, producers | ABC       |         |
| Scrubs (Seizoen 4)                  | Bill Lawrence, executive producer; Gabrielle Allan, Bill Callahan, Garrett Donovan, Neil Goldman, Tim Hobert, Tad Quill, Matt Tarses en Eric Weinberg, co-executive producers; Mike Schwartz en Randall Winston, producers | NBC       |         |
| Will & Grace (Seizoen 7)            | James Burrows, Alex Herschlag, David Kohan en Max Mutchnick, executive producers; Gary Janetti, Tim Kaiser, Jon Kinnally, Greg Mallins, Tracy Poust, Kirk Rudell en Bill Wrubel, co-executive producers; Gail Lerner, supervising producer; Bruce Alden, Kate Angelo, Sally Bradford, Peter Chakos en Steve Sandoval, producers       | NBC       |         |
| 2006 (58e)                          | |           |         |
| The Office (Seizoen 2)              | Greg Daniels, Ricky Gervais, Howard Klein, Stephen Merchant en Ben Silverman, executive producers; Paul Lieberstein, co-executive producer; Michael Schur en Kent Zbornak, producers | NBC       |         |
| Arrested Development (Seizoen 3)    | Brian Grazer, Ron Howard, Mitchell Hurwitz en David Nevins, executive producers; Richard Day, Dean Lorey, Tom Saunders, Chuck Tatham en Jim Vallely, co-executive producers; John Amodeo en Ron Weiner, supervising producers | Fox       |         |
| Curb Your Enthusiasm (Seizoen 5)    | Larry Charles, Larry David, Jeff Garlin, Gavin Polone en Robert B. Weide, executive producers; Tim Gibbons, co-executive producer; Erin O'Malley, produced by | HBO       |         |
| Scrubs (Seizoen 5)                  | Bill Lawrence, executive producer; Bill Callahan, Garrett Donovan, Neil Goldman, Tim Hobert, Tad Quill en Eric Weinberg, co-executive producers; Mike Schwartz, supervising producer; Janae Bakken, Debra Fordham, Liz Newman, Mark Stegemann en Randall Winston, producers                                                           | NBC       |         |
| Two and a Half Men (Seizoen 3)      | Lee Aronsohn, Mark Burg, Oren Koules, Chuck Lorre, Eric Tannenbaum en Kim Tannenbaum, executive producers; Susan Beavers, Don Foster en Eddie Gorodetsky, co-executive producers; Mark Roberts, supervising producers; Michael Collier, produced by                                                                                   | CBS       |         |
| 2007 (59e)                          | |           |         |
| 30 Rock (Seizoen 1)                 | Lorne Michaels, Tina Fey, David Miner, JoAnn Alfano, Marci Klein en Robert Carlock, executive producers; Jack Burditt, John Riggi, Brett Baer en Dave Finkel, co-executive producers; Adam Bernstein, supervising producer; Jeff Richmond, producer; Jerry Kupfer, produced by                                                        | NBC       |         |
| Entourage (Seizoen 3)               | Mark Wahlberg, Stephen Levinson en Doug Ellin, executive producers; Rob Weiss, Julian Farino, Marc Abrams en Mike Benson, co-executive producers; Denis Biggs, supervising producer; Brian Burns en Lori Jo Nemhauser, producers; Wayne Carmona, produced by                                                                          | HBO       |         |
| The Office (Seizoen 3)              | Ben Silverman, Greg Daniels, Ricky Gervais, Stephen Merchant en Howard Klein, executive producers; Paul Lieberstein, Jennifer Celotta, Mike Schur, Kent Zbornak en Teri Weinberg, co-executive producers; B.J. Novak, supervising producer; Mindy Kaling, producer                                                                    | NBC       |         |
| Two and a Half Men (Seizoen 4)      | Chuck Lorre, Lee Aronsohn, Eric Tannenbaum, Kim Tannenbaum, Mark Burg en Oren Koules, executive producers; Don Foster, Eddie Gorodetsky, Susan Beavers en Mark Roberts, co-executive producers; Michael Collier en Jim Patterson, producers                                                                                           | CBS       |         |
| Ugly Betty (Seizoen 1)              | Silvio Horta, Marco Pennette, Jim Parriott, Ben Silverman, Jim Hayman, Salma Hayek en Jose Tamez, executive producers; Teri Weinberg, Sheila Lawrence, Oliver Goldstick en Alice West, co-executive producers; Henry A. Myers, Harry Werksman en Gabrielle Stanton, supervising producers                                             | ABC       |         |
| 2008 (60e)                          | |           |         |
| 30 Rock (Seizoen 2)                 | Lorne Michaels, Tina Fey, Marci Klein, David Miner en Robert Carlock, executive producers; John Riggi en Jack Burditt, co-executive producers; Jeff Richmond, Don Scardino en Jerry Kupfer, producers | NBC       |         |
| Curb Your Enthusiasm (Seizoen 6)    | Larry David, Jeff Garlin, Gavin Polone, Alec Berg, David Mandel, Jeff Schaffer en Tim Gibbons, executive producers; Erin O'Malley, produced by | HBO       |         |
| Entourage (Seizoen 4)               | Mark Wahlberg, Stephen Levinson, Doug Ellin en Rob Weiss, executive producers; Denis Biggs, co-executive producer; Brian Burns, supervising producer; Lori Jo Nemhauser en Dusty Kay, producers; Wayne Carmona, produced by | HBO       |         |
| The Office (Seizoen 4)              | Greg Daniels, Ben Silverman, Ricky Gervais, Stephen Merchant en Howard Klein, executive producers; Paul Lieberstein, Michael Schur, Jennifer Celotta, Kent Zbornak en Teri Weinberg, co-executive producers; B.J. Novak, supervising producer; Mindy Kaling, Lee Eisenberg, Gene Stupnitsky en Steve Carell, producers                | NBC       |         |
| Two and a Half Men (Seizoen 5)      | Chuck Lorre, Lee Aronsohn, Eric Tannenbaum, Kim Tannenbaum, Mark Burg en Oren Koules, executive producers; Don Foster, Eddie Gorodetsky, Susan Beavers en Mark Roberts, co-executive producers; Jim Patterson, producer; Michael Collier, produced by                                                                                 | CBS       |         |
| 2009 (61e)                          | |           |         |
| 30 Rock (Seizoen 3)                 | Lorne Michaels, Tina Fey, Marci Klein, David Miner en Robert Carlock, executive producers; John Riggi, Jack Burditt en Ron Weiner, co-executive producers; Matt Hubbard en Jeff Richmond, supervising producers; Don Scardino en Jerry Kupfer, producers                                                                              | NBC       |         |
| Entourage (Seizoen 5)               | Doug Ellin, Stephen Levinson, Rob Weiss, Denis Biggs en Mark Wahlberg, executive producers; Mark Mylod, co-executive producer; Lori Jo Nemhauser en Ally Musika, producers; Wayne Carmona, produced by | HBO       |         |
| Family Guy (Seizoen 7)              | Seth MacFarlane, David A. Goodman, Chris Sheridan en Danny Smith, executive producers; Mark Hentemann, Steve Callaghan, Brian Scully en Richard Appel, co-executive producers; Wellesley Wild, Alec Sulkin en Mike Henry, supervising producers; Kara Vallow, Kirker Butler en Shannon Smith, producers                               | Fox       |         |
| Flight of the Conchords (Seizoen 2) | Stu Smiley, James Bobin, Troy Miller, Jemaine Clement en Bret McKenzie, executive producers; Tracey Baird, co-executive producer; Anna Dokoza, producer | HBO       |         |
| How I Met Your Mother (Seizoen 4)   | Carter Bays, Craig Thomas, Pamela Fryman en Greg Malins, executive producers; Stephen Lloyd, Chris Harris, Chuck Tatham en Suzy Mamann Greenberg, co-executive producers; Jamie Rhonheimer, Kourtney Kang en Theresa Mulligan, supervising producers                                                                                  | CBS       |         |
| The Office (Seizoen 5)              | Greg Daniels, Ben Silverman, Ricky Gervais, Stephen Merchant, Howard Klein, Paul Lieberstein en Jennifer Celotta, executive producers; Teri Weinberg, B.J. Novak, Mindy Kaling, Lee Eisenberg, Gene Stupnitsky, Paul Feig en Aaron Shure, co-executive producers; Steve Carell, Justin Spitzer, Jake Aust en Randy Cordray, producers | NBC       |         |
| Weeds (Seizoen 4)                   | Jenji Kohan, Roberto Benabib en Craig Zisk, executive producers; Mark A. Burley en Matthew Salsberg, co-executive producers; Rolin Jones, supervising producer | Showtime  |         |

### 2010-2019
| Jaar                                  | Programma | Producers   | Netwerk |
| ------------------------------------- | --- | ----------- | ------- |
| 2010 (62e)                            | |             |         |
| Modern Family (Seizoen 1)             | Steven Levitan en Christopher Lloyd, executive producers; Jason Winer, Danny Zuker, Dan O'Shannon, Bill Wrubel, Paul Corrigan en Brad Walsh, co-executive producers; Jeff Morton, producer | ABC         |         |
| Curb Your Enthusiasm (Seizoen 7)      | Larry David, Jeff Garlin, Gavin Polone, Alec Berg, David Mandel, Jeff Schaffer, Tim Gibbons en Erin O'Malley, executive producers | HBO         |         |
| Glee (Seizoen 1)                      | Ryan Murphy, Brad Falchuk en Dante Di Loreto, executive producers; Ian Brennan, co-executive producer; Bradley Buecker, supervising producer; Alexis Martin Woodall, producer; Kenneth Silverstein, produced by | Fox         |         |
| Nurse Jackie (Seizoen 2)              | Linda Wallem, Liz Brixius, John Melfi, Caryn Mandabach, Richie Jackson, Christine Zander en Mark Hudis, executive producers; Rick Cleveland, co-executive producer; Bari Halle, produced by | Showtime    |         |
| The Office (Seizoen 6)                | Greg Daniels, Ben Silverman, Ricky Gervais, Stephen Merchant, Howard Klein en Paul Lieberstein, executive producers; Mindy Kaling, Lee Eisenberg, B.J. Novak, Aaron Shure en Teri Weinberg, co-executive producers; Daniel Chun, supervising producer; Steve Carell, Justin Spitzer, Charlie Grandy, Warren Lieberstein en Halsted Sullivan, producers; Randy Cordray, produced by                                                       | NBC         |         |
| 30 Rock (Seizoen 4)                   | Lorne Michaels, Tina Fey, Marci Klein, David Miner en Robert Carlock, executive producers; John Riggi en Ron Weiner, co-executive producers | NBC         |         |
| 2011 (63e)                            | |             |         |
| Modern Family (Seizoen 2)             | Steven Levitan en Christopher Lloyd, executive producers; Jeff Morton, Danny Zuker, Dan O'Shannon, Bill Wrubel, Paul Corrigan, Brad Walsh, Ilana Wernick, Jeffrey Richman en Abraham Higginbotham, co-executive producers | ABC         |         |
| The Big Bang Theory (Seizoen 4)       | Chuck Lorre, Bill Prady, Steven Molaro en Lee Aronsohn, executive producers; Dave Goetsch en Eric Kaplan, co-executive producers; Jim Reynolds en Peter Chakos, supervising producers; Steve Holland, producer; Faye Oshima Belyeu, produced by | CBS         |         |
| Glee (Seizoen 2)                      | Ryan Murphy, Brad Falchuk, Dante Di Loreto en Ian Brennan, executive producers; Bradley Buecker, supervising producer; Alexis Martin Woodall, Kenneth Silverstein en Michael Novick, producers | Fox         |         |
| The Office (Seizoen 7)                | Greg Daniels, Ben Silverman, Ricky Gervais, Stephen Merchant, Howard Klein en Paul Lieberstein, executive producers; B.J. Novak, executive producer/co-executive producer; Teri Weinberg, Mindy Kaling, Aaron Shure, Daniel Chun en Peter Ocko, co-executive producers; Justin Spitzer en Charlie Grandy, supervising producers; Steve Carell, Warren Lieberstein, Halsted Sullivan en Steve Hely, producers; Randy Cordray, produced by | NBC         |         |
| Parks and Recreation (Seizoen 3)      | Greg Daniels, Michael Schur, Howard Klein en David Miner, executive producers; Dan Goor, supervising producer; Amy Poehler en Emily Spivey, producers; Morgan Sackett, produced by | NBC         |         |
| 30 Rock (Seizoen 5)                   | Lorne Michaels, Tina Fey, Robert Carlock, Marci Klein, David Miner, Jeff Richmond en John Riggi, executive producers; Ron Weiner, Jack Burditt en Matt Hubbard, co-executive producers; Alec Baldwin, Kay Cannon, Vali Chandrasekaran, Don Scardino, Josh Siegal, Dylan Morgan en Irene Burns, producers; Jerry Kupfer, produced by | NBC         |         |
| 2012 (64e)                            | |             |         |
| Modern Family (Seizoen 3)             | Steven Levitan, Christopher Lloyd, Danny Zuker, Dan O'Shannon, Bill Wrubel, Paul Corrigan en Brad Walsh, executive producers; Jeff Morton, Jeffrey Richman, Abraham Higginbotham en Cindy Chupack, co-executive producers; Chris Smirnoff, producer | ABC         |         |
| The Big Bang Theory (Seizoen 5)       | Chuck Lorre, Bill Prady en Steven Molaro, executive producers; Dave Goetsch, Eric Kaplan en Jim Reynolds, co-executive producers; Steve Holland en Peter Chakos, supervising producers; Maria Ferrari, producer; Faye Oshima Belyeu, produced by | CBS         |         |
| Curb Your Enthusiasm (Seizoen 8)      | Larry David, Jeff Garlin, Gavin Polone, Alec Berg, David Mandel, Jeff Schaffer, Larry Charles, Tim Gibbons en Erin O'Malley, executive producers; Laura Streicher, producer | HBO         |         |
| Girls (Seizoen 1)                     | Lena Dunham, Judd Apatow en Jenni Konner, executive producers, Ilene S. Landress en Bruce Eric Kaplan, co-executive producers | HBO         |         |
| 30 Rock (Seizoen 6)                   | Lorne Michaels, Tina Fey, Robert Carlock, Marci Klein, David Miner, Jeff Richmond en John Riggi, executive producers; Ron Weiner en Matt Hubbard, co-executive producers; Kay Cannon, Vali Chandrasekaran, Josh Siegal, Dylan Morgan, Luke Del Tredici, supervising producers; Jerry Kupfer, Alec Baldwin en Irene Burns, producers | NBC         |         |
| Veep (Seizoen 1)                      | Armando Iannucci, Christopher Godsick en Frank Rich, executive producers; Simon Blackwell en Tony Roche, co-executive producers; Julia Louis-Dreyfus, producer; Stephanie Laing, produced by | HBO         |         |
| 2013 (65e)                            | |             |         |
| Modern Family (Seizoen 4)             | Steven Levitan, Christopher Lloyd, Danny Zuker, Dan O'Shannon, Bill Wrubel, Paul Corrigan, Brad Walsh, Jeffrey Richman, Abraham Higginbotham en Jeff Morton, executive producers; Ben Karlin, co-executive producer; Elaine Ko en Chris Smirnoff, producers | ABC         |         |
| The Big Bang Theory (Seizoen 6)       | Chuck Lorre, Steven Molaro en Bill Prady, executive producers; Dave Goetsch, Eric Kaplan, Jim Reynolds, Steve Holland, Eddie Gorodetsky en Faye Oshima Belyeu, co-executive producers; Peter Chakos en Maria Ferrari, supervising producers | CBS         |         |
| Girls (Seizoen 2)                     | Lena Dunham, Judd Apatow en Jenni Konner, executive producers; Ilene S. Landress en Bruce Eric Kaplan, co-executive producers | HBO         |         |
| Louie (Seizoen 3)                     | Louis C.K., M. Blair Breard en Dave Becky, executive producers; Tony Hernandez, supervising producer; Vernon Chatman, producer | FX          |         |
| 30 Rock (Seizoen 7)                   | Tina Fey, Robert Carlock, Marci Klein, David Miner, Jeff Richmond, Jack Burditt en Lorne Michaels, executive producers; Matt Hubbard, Josh Siegal, Dylan Morgan en Luke Del Tredici, co-executive producers; Alec Baldwin, Colleen McGuinness, Tracey Wigfield en Jerry Kupfer, producers | NBC         |         |
| Veep (Seizoen 2)                      | Armando Iannucci, Christopher Godsick en Frank Rich, executive producers; Simon Blackwell en Tony Roche, co-executive producers; Julia Louis-Dreyfus en Stephanie Laing, producers | HBO         |         |
| 2014 (66e)                            | |             |         |
| Modern Family (Seizoen 5)             | Steven Levitan, Christopher Lloyd, Dan O'Shannon, Paul Corrigan, Brad Walsh, Bill Wrubel, Danny Zuker, Jeffrey Richman, Abraham Higginbotham en Jeff Morton, executive producers; Ben Karlin, co-executive producer; Elaine Ko en Megan Ganz, supervising producers; Chris Smirnoff en Sally Young, producers | ABC         |         |
| The Big Bang Theory (Seizoen 7)       | Chuck Lorre, Steven Molaro en Bill Prady, executive producers; Dave Goetsch, Eric Kaplan, Jim Reynolds, Steve Holland, Maria Ferrari en Faye Oshima Belyeu, co-executive producers; Peter Chakos, supervising producer; Kristy Cecil, producer | CBS         |         |
| Louie (Seizoen 4)                     | Louis C.K., M. Blair Breard en Dave Becky, executive producers; Adam Escott, supervising producer; Pamela Adlon en Vernon Chatman, producers; Steven Wright, consulting producer | FX          |         |
| Orange Is the New Black (Seizoen 1)   | Jenji Kohan, executive producer; Sara Hess, Michael Trim en Lisa I. Vinnecour, co-executive producers; Gary Lennon, supervising producer; Neri Kyle Tannenbaum, produced by; Mark A. Burley, consulting producer | Netflix     |         |
| Silicon Valley (Seizoen 1)            | Mike Judge, Alec Berg, John Altschuler, Dave Krinsky, Michael Rotenberg en Tom Lassally, executive producers; Jim Kleverweis, produced by | HBO         |         |
| Veep (Seizoen 3)                      | Armando Iannucci, Christopher Godsick en Frank Rich, executive producers; Simon Blackwell en Tony Roche, co-executive producers; Chris Addison, Roger Drew, Sean Gray, Ian Martin en Will Smith, supervising producers; Julia Louis-Dreyfus, producer; Stephanie Laing, produced by | HBO         |         |
| 2015 (67e)                            | |             |         |
| Veep (Seizoen 4)                      | Armando Iannucci, Christopher Godsick, Frank Rich, Chris Addison, Simon Blackwell, Tony Roche, Julia Louis-Dreyfus en Stephanie Laing, executive producers; Kevin Cecil, Roger Drew, Sean Gray, Ian Martin, Georgia Pritchett, David Quantick, Andy Riley en Will Smith, supervising producers; Bill Hill, produced by | HBO         |         |
| Louie (Seizoen 5)                     | Louis C.K., M. Blair Breard en Dave Becky, executive producers; Adam Escott, supervising producer; Pamela Adlon, Vernon Chatman en Steven Wright, producers; John Skidmore, produced by | FX          |         |
| Modern Family (Seizoen 6)             | Christopher Lloyd, Steven Levitan, Paul Corrigan, Brad Walsh, Danny Zuker, Abraham Higginbotham, Jeffrey Richman en Jeff Morton, executive producers; Elaine Ko, Megan Ganz, Vali Chandrasekaran, Stephen Lloyd, Rick Wiener, Kenny Schwartz en Chuck Tatham, co-executive producers; Chris Smirnoff en Sally Young, producers | ABC         |         |
| Parks and Recreation (Seizoen 7)      | Greg Daniels, Michael Schur, Howard Klein, David Miner, Morgan Sackett en Dean Holland, executive producers; Alan Yang, Harris Wittels, Donick Cary, Matt Murray en Aisha Muharrar, co-executive producers; Dave King, David Hyman en Amy Poehler, producers | NBC         |         |
| Silicon Valley (Seizoen 2)            | Mike Judge, Alec Berg, John Altschuler, Dave Krinsky, Michael Rotenberg en Tom Lassally, executive producers; Dan O'Keefe en Clay Tarver, co-executive producers; Sonny Lee en Ron Weiner, supervising producers; Carrie Kemper, producer; Jim Kleverweis, produced by | HBO         |         |
| Transparent (Seizoen 1)               | Jill Soloway, executive producer; Andrea Sperling, co-executive producer; Bridget Bedard, supervising producer; Victor Hsu, produced by; Rick Rosenthal en Nisha Ganatra, consulting producers | Prime Video |         |
| Unbreakable Kimmy Schmidt (Seizoen 1) | Jeff Richmond, David Miner, Jack Burditt, Tina Fey en Robert Carlock, executive producers; Allison Silverman en Eric Gurian, co-executive producers; Dan Rubin en Lon Zimmet, supervising producers; Sam Means en Dara Schnapper, producers; Jerry Kupfer, produced by | Netflix     |         |
| 2016 (68e)                            | |             |         |
| Veep (Seizoen 5)                      | David Mandel, Frank Rich, Julia Louis-Dreyfus, Lew Morton en Christopher Godsick, executive producers; Morgan Sackett, Sean Gray, Peter Huyck, Alex Gregory, Jim Margolis, Georgia Pritchett en Will Smith, co-executive producers; Chris Addison en Rachel Axler, supervising producers; David Hyman, produced by; Erik Kenward, Billy Kimball en Steve Koren, consulting producers                                                     | HBO         |         |
| Black-ish (Seizoen 2)                 | Kenya Barris, Jonathan Groff, Anthony Anderson, E. Brian Dobbins, Laurence Fishburne en Helen Sugland, executive producers; Gail Lerner, Vijal Patel, Corey Nickerson en Courtney Lilly, co-executive producers; Lindsey Shockley, Peter Saji, Jenifer Rice-Genzuk Henry en Hale Rothstein, supervising producers; Michael Petok, produced by                                                                                            | ABC         |         |
| Master of None (Seizoen 1)            | Aziz Ansari, Alan Yang, Michael Schur, David Miner en Dave Becky, executive producers; Harris Wittels, co-executive producer; Igor Srubshchik, produced by | Netflix     |         |
| Modern Family (Seizoen 7)             | Steven Levitan, Christopher Lloyd, Paul Corrigan, Brad Walsh, Danny Zuker, Abraham Higginbotham, Jeffrey Richman, Elaine Ko, Stephen Lloyd en Jeff Morton, executive producers; Vali Chandrasekaran, Chuck Tatham, Andy Gordon, Jon Pollack en Vanessa McCarthy, co-executive producers; Chris Smirnoff en Sally Young, producers | ABC         |         |
| Silicon Valley (Seizoen 3)            | Mike Judge, Alec Berg, Michael Rotenberg en Tom Lassally, executive producers; Clay Tarver, Dan O'Keefe, Ron Weiner, John Levenstein en Jim Kleverweis, co-executive producers; Carrie Kemper, supervising producer; Adam Countee, producer | HBO         |         |
| Transparent (Seizoen 2)               | Jill Soloway en Andrea Sperling, executive producers; Victor Hsu en Bridget Bedard, co-executive producers; Noah Harpster en Micah Fitzerman-Blue, producers; Rick Rosenthal, consulting producer | Prime Video |         |
| Unbreakable Kimmy Schmidt (Seizoen 2) | Robert Carlock, Tina Fey, Jeff Richmond en David Miner, executive producers; Allison Silverman, Josh Siegal, Dylan Morgan en Eric Gurian, co-executive producers; Sam Means, Dan Rubin en Leila Strachan, supervising producers; Dara Schnapper, producer; Jerry Kupfer, produced by | Netflix     |         |
| 2017 (69e)                            | |             |         |
| Veep (Seizoen 6)                      | David Mandel, Frank Rich, Julia Louis-Dreyfus, Lew Morton en Morgan Sackett, executive producers; Peter Huyck, Alex Gregory, Georgia Pritchett, Jennifer Crittenden, Gabrielle Allan, Ian Maxtone-Graham, Steve Hely, Ted Cohen en David Hyman, co-executive producers; Rachel Axler en Billy Kimball, supervising producers; Dale Stern, producer; Erik Kenward en Dan Mintz, consulting producers                                      | HBO         |         |
| Atlanta (Seizoen 1)                   | Donald Glover, Paul Simms en Dianne McGunigle, executive producers; Hiro Murai, producer; Alex Orr, produced by | FX          |         |
| Black-ish (Seizoen 3)                 | Jonathan Groff, Kenya Barris, Anthony Anderson, Laurence Fishburne, Helen Sugland, E. Brian Dobbins en Corey Nickerson, executive producers; Gail Lerner, Courtney Lilly, Jenifer Rice-Genzuk Henry, Hale Rothstein, Kenny Smith, Laura Gutin Peterson, Vijal Patel, Emily Halpern en Sarah Haskins, co-executive producers; Lindsey Shockley en Peter Saji, supervising producers; Michael Petok, produced by                           | ABC         |         |
| Master of None (Seizoen 2)            | Aziz Ansari, Alan Yang, Michael Schur, David Miner, Dave Becky en Igor Srubshchik, executive producers; Andrew Blitz, co-executive producer; Eric Wareheim, supervising producer | Netflix     |         |
| Modern Family (Seizoen 8)             | Christopher Lloyd, Steven Levitan, Paul Corrigan, Brad Walsh, Danny Zuker, Abraham Higginbotham, Jeffrey Richman, Elaine Ko, Stephen Lloyd, Vali Chandrasekaran, Chuck Tatham en Jeff Morton, executive producers; Andy Gordon en Jon Pollack, co-executive producers; Sally Young, producer; Christy Stratton, consulting producer | ABC         |         |
| Silicon Valley (Seizoen 4)            | Mike Judge, Alec Berg, Michael Rotenberg en Tom Lassally, executive producers; Clay Tarver, Dan O'Keefe, Chris Provenzano, Graham Wagner, Jamie Babbit en Jim Kleverweis, co-executive producers; Carrie Kemper, Adam Countee en Aaron Zelman, supervising producers | HBO         |         |
| Unbreakable Kimmy Schmidt (Seizoen 3) | Robert Carlock, Tina Fey, Jeff Richmond en David Miner, executive producers; Sam Means, Dan Rubin, Allison Silverman, Leila Strachan en Eric Gurian, co-executive producers; Meredith Scardino en Dara Schnapper, producers; Jerry Kupfer, produced by | Netflix     |         |
| 2018 (70e)                            | |             |         |
| The Marvelous Mrs. Maisel (Seizoen 1) | Amy Sherman-Palladino en Daniel Palladino, executive producers; Sheila Lawrence, co-executive producer; Dhana Rivera Gilbert, produced by | Prime Video |         |
| Atlanta (Seizoen 2)                   | Donald Glover, Paul Simms, Dianne McGunigle en Stephen Glover, executive producers; Hiro Murai, co-executive producer; Stefani Robinson, producer; Alex Orr, produced by | FX          |         |
| Barry (Seizoen 1)                     | Alec Berg en Bill Hader, executive producers; Emily Heller, producer; Aida Rodgers, produced by; Liz Sarnoff, consulting producer | HBO         |         |
| Black-ish (Seizoen 4)                 | Kenya Barris, Anthony Anderson, Laurence Fishburne, Helen Sugland, E. Brian Dobbins, Jonathan Groff, Corey Nickerson en Stacy Traub, executive producers; Gail Lerner, Courtney Lilly, Jenifer Rice-Genzuk Henry, Laura Gutin-Peterson, Lindsey Shockley, Peter Saji en Sam Laybourne, co-Executive producers; Christian Lander, supervising producer; Michael Petok, produced by                                                        | ABC         |         |
| Curb Your Enthusiasm (Seizoen 9)      | Larry David, Jeff Garlin en Jeff Schaffer, executive producers; Justin Hurwitz, supervising producer; Jon Hayman en Laura Streicher, producers; Mychelle Deschamps, produced by | HBO         |         |
| GLOW (Seizoen 1)                      | Jenji Kohan, Liz Flahive, Carly Mensch en Tara Herrmann, executive producers; Mark A. Burley, co-executive producer; Nick Jones, supervising producer; Sascha Rothchild, producer; Leanne Moore, produced by | Netflix     |         |
| Silicon Valley (Seizoen 5)            | Mike Judge, Alec Berg, Clay Tarver, Jim Kleverweis en Jamie Babbit, executive producers; Anthony King, Graham Wagner en Ron Weiner, co-executive producers | HBO         |         |
| Unbreakable Kimmy Schmidt (Seizoen 4) | Tina Fey, Robert Carlock, Jeff Richmond, David Miner en Sam Means, executive producers; Dan Rubin, Leila Strachan, Eric Gurian en Meredith Scardino, co-executive producers; Jerry Kupfer, produced by | Netflix     |         |
| 2019 (71e)                            | |             |         |
| Fleabag (Seizoen 2)                   | Phoebe Waller-Bridge, Harry Bradbeer, Lydia Hampson, Harry Williams, Jack Williams en Joe Lewis, executive producers; Sarah Hammond, producer | Prime Video |         |
| Barry (Seizoen 2)                     | Alec Berg en Bill Hader, executive producers; Aida Rodgers, co-executive producer; Emily Heller, supervising producer; Julie Camino en Jason Kim, producers; Liz Sarnoff, consulting producer | HBO         |         |
| The Good Place (Seizoen 3)            | Michael Schur, David Miner, Morgan Sackett en Drew Goddard, executive producers; Dylan Morgan, Josh Siegal, Joe Mande en Megan Amram, co-executive producers; Jen Statsky, supervising producer; David Hyman, produced by; Matt Murray, consulting producer | NBC         |         |
| The Marvelous Mrs. Maisel (Seizoen 2) | Amy Sherman-Palladino en Daniel Palladino, executive producers; Dhana Rivera Gilbert, co-executive producer; Sheila Lawrence, producer | Prime Video |         |
| Russian Doll (Seizoen 1)              | Natasha Lyonne, Leslye Headland, Amy Poehler, Dave Becky, Tony Hernandez, Lilly Burns en Allison Silverman, executive producers; Kate Arend en John Skidmore, producers; Ryan McCormick, produced by | Netflix     |         |
| Schitt's Creek (Seizoen 5)            | Eugene Levy, Daniel Levy, David West Read, Andrew Barnsley, Fred Levy en Ben Feigin, executive producers; Michael Short en Rupinder Gill, co-executive producers; Colin Brunton, producer | Pop TV      |         |
| Veep (Seizoen 7)                      | David Mandel, Frank Rich, Julia Louis-Dreyfus, Lew Morton, Morgan Sackett, Peter Huyck en Alex Gregory, executive producers; Jennifer Crittenden, Gabrielle Allan, Billy Kimball, Rachel Axler, Ted Cohen, Ian Maxtone-Graham, Dan O'Keefe, Stephen Hely en David Hyman, co-executive producers; Georgia Pritchett, supervising producer; Doug Smith, producer; Erik Kenward en Dan Mintz, consulting producers                          | HBO         |         |

### 2020-2029
| Jaar                                     | Programma | Producers      | Netwerk |
| ---------------------------------------- | --- | -------------- | ------- |
| 2020 (72e)                               | |                |         |
| Schitt's Creek (Seizoen 6)               | Eugene Levy, Daniel Levy, Andrew Barnsley, Fred Levy, David West Read en Ben Feigin (executive producers); Michael Short en Kurt Smeaton (co-executive producers); Kosta Orfanidis (producer) | Pop TV         |         |
| Curb Your Enthusiasm (Seizoen 10)        | Larry David, Jeff Garlin, Jeff Schaffer en Gavin Polone (executive producers); Laura Streicher (producer); Mychelle Deschamps (produced by) | HBO            |         |
| Dead to Me (Seizoen 2)                   | Liz Feldman, Will Ferrell, Adam McKay, Jessica Elbaum, Christina Applegate en Christie Smith (executive producers); Linda Cardellini, Cara DiPaolo, Jessi Klein, Elizabeth Benjamin, Dan Dietz en Joe Hardesty (co-executive producers); Buddy Enright en Denise Pleune (producers) | Netflix        |         |
| The Good Place (Seizoen 4)               | Michael Schur, David Miner, Morgan Sackett en Drew Goddard (executive producers); Dylan Morgan, Josh Siegal, Joe Mande, Megan Amram, Jen Statsky en Dave King (co-executive producers); David Hyman (produced by); Matt Murray en Aisha Muharrar (consulting producers) | NBC            |         |
| Insecure (Seizoen 4)                     | Issa Rae, Prentice Penny, Melina Matsoukas, Dave Becky, Jonathan Berry, Amy Aniobi en Jim Kleverweis (executive producers); Phil Augusta Jackson en Laura Kittrell (co-executive producers); Deniese Davis en Natasha Rothwell (supervising producers) | HBO            |         |
| The Kominsky Method (Seizoen 2)          | Chuck Lorre, Al Higgins en Michael Douglas (executive producers); Andy Tennant en Beth McCarthy-Miller (producers); Marlis Pujol (produced by) | Netflix        |         |
| The Marvelous Mrs. Maisel (Seizoen 3)    | Amy Sherman-Palladino en Daniel Palladino (executive producers); Dhana Rivera Gilbert (co-executive producer); Matthew Shapiro, Daniel Goldfarb, Kate Fodor en Sono Patel (producers) | Prime Video    |         |
| What We Do in the Shadows (Seizoen 2)    | Jemaine Clement, Taika Waititi, Paul Simms, Scott Rudin, Garrett Basch, Eli Bush en Stefani Robinson (executive producers); Sam Johnson (co-executive producer); Derek S. Rappaport (produced by); Marika Sawyer (consulting producer) | FX Networks    |         |
| 2021 (73e)                               | |                |         |
| Ted Lasso (Seizoen 1)                    | Bill Lawrence, Jason Sudeikis, Jeff Ingold en Bill Wrubel (executive producers); Liza Katzer (co-executive producer); Jane Becker, Jamie Lee en Kip Kroeger (supervising producers); Brendan Hunt (producer); Tina Pawlik (produced by); Joe Kelly (consulting producer) | Apple TV+      |         |
| Black-ish (Seizoen 7)                    | Kenya Barris, Anthony Anderson, Laurence Fishburne, Helen Sugland, E. Brian Dobbins, Michael Petok, Courtney Lilly en Laura Gutin Peterson (executive producers); Christian Lander, Lisa Muse Bryant, Robb Chavis en Eric Horsted (co-executive producers); Steven White en Marquita J. Robinson (supervising producers); Tracee Ellis Ross, Jamie Nelsen en Tom Ragazzo (producers); Heidi G. McGowen (produced by) | ABC            |         |
| Cobra Kai (Seizoen 3)                    | Hayden Schlossberg, Jon Hurwitz, Josh Heald, Caleeb Pinkett, Susan Ekins, James Lassiter en Will Smith (executive producers); Ralph Macchio en William Zabka (co-executive producers); Luan Thomas, Joe Piarulli en Michael Jonathan Smith (supervising producers); Stacey Harman en Bob Dearden (producers); Bob Wilson (produced by)                                                                               | Netflix        |         |
| Emily in Paris (Seizoen 1)               | Andrew Fleming, Tony Hernandez, Lilly Burns en Darren Star (executive producers); Alison Brown (co-executive producer); Grant Sloss (supervising producer); Stephen Joel Brown, Shihan Fey, Jake Fuller, Lily Collins en Raphaël Benoliel (producers) | Netflix        |         |
| The Flight Attendant (Seizoen 1)         | Greg Berlanti, Kaley Cuoco, Steve Yockey, Meredith Lavender, Marcie Ulin en Sarah Schechter (executive producers); Suzanne McCormack en Jess Meyer (co-executive producers); Jennifer Lence en Erika Kennair (producers); Raymond Quinlan (produced by) | HBO Max        |         |
| Hacks (Seizoen 1)                        | Jen Statsky, Paul W. Downs, Lucia Aniello, Michael Schur, David Miner en Morgan Sackett (executive producers); Joanna Calo, Andrew Law en David Hyman (co-executive producers); Joe Mande en Jessica Chaffin (consulting producers) | HBO Max        |         |
| The Kominsky Method (Seizoen 3)          | Al Higgins, Michael Douglas en Chuck Lorre (executive producers); Marlis Pujol (co-executive producer); Andy Tennant (producer) | Netflix        |         |
| PEN15 (Seizoen 2)                        | Maya Erskine, Anna Konkle, Sam Zvibleman, Debbie Liebling, Vera Santamaria, Marc Provissiero, Brooke Pobjoy, Andy Samberg, Jorma Taccone, Akiva Schaffer, Becky Sloviter, Shelley Zimmerman, Brin Lukens en Jordan Levin (executive producers); Don Dunn en Scott Levine (producers); Jeremy Reitz (produced by) | Hulu           |         |
| 2022 (74e)                               | |                |         |
| Ted Lasso (Seizoen 2)                    | Bill Lawrence, Jason Sudeikis, Brendan Hunt, Joe Kelly, Jeff Ingold en Bill Wrubel (executive producers); Jane Becker, Jamie Lee en Liza Katzer (co-executive producers); Kip Kroeger en Declan Lowney (supervising producers); Leann Bowen en Ashley Nicole Black (producers); Andrew Warren (produced by) | Apple TV+      |         |
| Abbott Elementary (Seizoen 1)            | Quinta Brunson, Justin Halpern, Patrick Schumacker en Randall Einhorn (executive producers); Brian Rubenstein (co-executive producer); Scott Sites en Jordan Temple (producers) | ABC            |         |
| Barry (Seizoen 3)                        | Alec Berg, Bill Hader, Aida Rodgers en Liz Sarnoff (executive producers); Emily Heller en Jason Kim (supervising producers); Duffy Boudreau (producer); Julie Camino (produced by) | HBO / HBO Max  |         |
| Curb Your Enthusiasm (Seizoen 11)        | Larry David, Jeff Garlin en Jeff Schaffer (executive producers); Laura Streicher (co-executive producer); Jennifer Corey (produced by) | HBO / HBO Max  |         |
| Hacks (Seizoen 2)                        | Jen Statsky, Lucia Aniello, Paul W. Downs, Michael Schur, David Miner en Morgan Sackett (executive producers); Joe Mande, Andrew Law en Aisha Muharrar (co-executive producers); Ashley Glazier en Samantha Riley (producers); Seth Edelstein (produced by), Jessica Chaffin (consulting producer) | HBO / HBO Max  |         |
| The Marvelous Mrs. Maisel (Seizoen 4)    | Daniel Palladino en Amy Sherman-Palladino (executive producers); Dhana Rivera Gilbert (co-executive producer); Daniel Goldfarb (supervising producer); Kate Fodor, Matthew Shapiro, Sal Carino en Nick Thomason (producers) | Prime Video    |         |
| Only Murders in the Building (Seizoen 1) | Dan Fogelman, Jess Rosenthal, Jamie Babbit, Steve Martin, Martin Short, Selena Gomez en John Hoffman (executive producers); Kristin Newman en Kirker Butler (co-executive producers); Ben Smith, Matteo Borghese en Rob Turbovsky (supervising producers); Thembi L. Banks (producer); Jane Raab (produced by) | Hulu           |         |
| What We Do in the Shadows (Seizoen 3)    | Jemaine Clement, Taika Waititi, Paul Simms, Garret Basch, Eli Bush en Stefani Robinson (executive producers); Sam Johnson, Yana Gorskaya, Kyle Newacheck en Marika Sawyer (co-executive producers); Ingrid Lageder (producer); Derek S. Rappaport (produced by) | FX             |         |
| 2023 (75e)                               | |                |         |
| The Bear (Seizoen 1)                     | Joanna Calo, Josh Senior, Christopher Storer en Hiro Murai (executive producers); Rene Gube (co-executive producer); Tyson Bidner (produced by) | FX             |         |
| Abbott Elementary (Seizoen 2)            | Quinta Brunson, Justin Halpern, Patrick Schumacker en Randall Einhorn (executive producers); Brian Rubenstein (co-executive producer); Jordan Temple (supervising producer); Brittani Nichols en Josh Greene (producers); Scott Sites (produced by) | ABC            |         |
| Barry (Seizoen 4)                        | Bill Hader, Alec Berg, Aida Rodgers en Liz Sarnoff (executive producers); Duffy Boudreau (co-executive producer); Julie Camino (produced by) | HBO / HBO Max  |         |
| Jury Duty (Seizoen 1)                    | David Bernad, Lee Eisenberg, Gene Stupnitsky, Ruben Fleischer, Nicholas Hatton, Cody Heller, Todd Schulman, Jake Szymanski en Andrew Weinberg (executive producers); Robyn Adams (supervising producer); Tanner Bean, Katrina Mathewson en Alexis Sampietro (producers); Matthew McIntyre (produced by) | Amazon Freevee |         |
| The Marvelous Mrs. Maisel (Seizoen 5)    | Daniel Palladino en Amy Sherman-Palladino (executive producers); Dhana Rivera Gilbert en Neena Beber (co-executive producers); Dipika Guha (supervising producer); Matthew Shapiro, Sal Carino, Jen Kirkman en Isaac Oliver (producers); Nick Thomason (produced by) | Prime Video    |         |
| Only Murders in the Building (Seizoen 2) | Dan Fogelman, Jess Rosenthal, Steve Martin, Martin Short, Selena Gomez en John Hoffman (executive producers); Matteo Borghese, Rob Turbovsky, Ben Smith, Kristin Newman en Kirker Butler (co-executive producers); Nick Pavonetti (producer); Kristin Bernstein (produced by) | Hulu           |         |
| Ted Lasso (Seizoen 3)                    | Jason Sudeikis, Bill Lawrence, Brendan Hunt, Joe Kelly, Jeff Ingold, Jane Becker, Bill Wrubel, Jamie Lee en Liza Katzer (executive producers); Brett Goldstein, Leann Bowen, Chuck Hayward, Andrew Warren en Kip Kroeger (co-executive producers); Matt Lipsey (supervising producer); Phoebe Walsh (producer) | Apple TV+      |         |
| Wednesday (Seizoen 1)                    | Alfred Gough, Miles Millar, Tim Burton, Andrew Mittman, Gail Berman, Steve Stark, Kayla Alpert, Jonathan Glickman, Tommy Harper, Kevin Lafferty en Kevin Miserocchi (executive producers); Todd Williams, Carla Gonzalez Vargas en David Minkowski (co-executive producers); Carmen Pepelea (produced by) | Netflix        |         |
| 2024 (76e)                               | |                |         |
| Hacks (Seizoen 3)                        | Jen Statsky, Paul W. Downs, Lucia Aniello, Michael Schur, David Miner en Morgan Sackett (executive producers); Guy Branum, Andrew Law, Carol Leifer, Joe Mande en Aisha Muharrar (co-executive producers); Samantha Riley (supervising producer); Ashley Glazier (producer); Nate Young (produced by) | HBO Max        |         |
| Abbott Elementary (Seizoen 3)            | Quinta Brunson, Justin Halpern, Patrick Schumacker, Randall Einhorn en Brian Rubenstein (executive producers); Jordan Temple (co-executive producer); Brittani Nichols (supervising producer); Josh Greene (producer); Scott Sites (produced by) | ABC            |         |
| The Bear (Seizoen 2)                     | Josh Senior, Joanna Calo, Christopher Storer en Matty Matheson (executive producers); Cooper Wehde en Rene Gube (co-executive producers); Tyson Bidner (produced by) | FX             |         |
| Curb Your Enthusiasm (Seizoen 12)        | Larry David, Jeff Garlin en Jeff Schaffer (executive producers); Laura Streicher en Jennifer Corey (co-executive producers); Adam Feil (producer) | HBO Max        |         |
| Only Murders in the Building (Seizoen 3) | Dan Fogelman, Jess Rosenthal, Steve Martin, Martin Short, Selena Gomez en John Hoffman (executive producers); Matteo Borghese, Rob Turbovsky, Ben Smith, Elaine Ko en J.J. Philbin (co-executive producers); Nick Pavonetti, Madeleine George, Sas Goldberg en Tess Morris (producers); Kristin Bernstein (produced by)                                                                                              | Hulu           |         |
| Palm Royale (Seizoen 1)                  | Adam Gomolin, Rock Shaink, Sheri Holman, Sharr White, Tate Taylor, John Norris, Katie O'Connell Marsh, Kristen Wiig, Laura Dern, Jayme Lemons en Abe Sylvia (executive producers); Becky Mode (co-executive producer); Emma Rathbone (supervising producer); Celeste Hughey (producer); Jesse Sternbaum (produced by); Kelly Hutchinson (consulting producer)                                                        | Apple TV+      |         |
| Reservation Dogs (Seizoen 3)             | Sterlin Harjo, Taika Waititi en Garrett Basch (executive producers); Kathryn Dean, Tazbah Rose Chavez en Migizi Pensoneau (co-executive producers); Bobby Wilson (producer) | FX             |         |
| What We Do in the Shadows (Seizoen 5)    | Jemaine Clement, Taika Waititi, Paul Simms, Garrett Basch, Eli Bush en Sam Johnson (executive producers); Yana Gorskaya en Marika Sawyer (co-executive producers); Sarah Naftalis (supervising producer); Jake Bender, Zach Dunn, Max Brockman, Shana Gohd, William Meny, Zach Hagen, Tyson Breuer en Todd Aronauer (producers)                                                                                      | FX             |         |
| 2025 (77e)                               | |                |         |
| Abbott Elementary (Seizoen 4)            | | ABC            |         |
| The Bear (Seizoen 3)                     | | FX on Hulu     |         |
| Hacks (Seizoen 4)                        | | HBO Max        |         |
| Nobody Wants This (Seizoen 1)            | | Netflix        |         |
| Only Murders in the Building (Seizoen 4) | | Hulu           |         |
| Shrinking (Seizoen 2)                    | | Apple TV+      |         |
| The Studio (Seizoen 1)                   | | Apple TV+      |         |
| What We Do in the Shadows (Seizoen 6)    | | FX on Hulu     |         |